# Liste der Kulturdenkmäler in Frankfurt-Griesheim
Die folgende Liste enthält die in der Denkmaltopographie ausgewiesenen Kulturdenkmäler auf dem Gebiet  der  Stadt Frankfurt-Griesheim, Hessen.
Hinweis: Die Reihenfolge der Denkmäler in dieser Liste orientiert sich zunächst an Stadtteilen und anschließend der Anschrift, alternativ ist sie auch nach der Bezeichnung, der vom Landesamt für Denkmalpflege vergebenen Nummer oder der Bauzeit sortierbar.
Kulturdenkmäler werden fortlaufend im Denkmalverzeichnis des Landes Hessen durch das Landesamt für Denkmalpflege Hessen auf Basis des Hessischen Denkmalschutzgesetzes (HDSchG) geführt. Die Schutzwürdigkeit eines Kulturdenkmals hängt nicht von der Eintragung in das Denkmalverzeichnis des Landes Hessen oder der Veröffentlichung in der Denkmaltopographie ab.

## Kulturdenkmäler in Frankfurt-Griesheim

### Einzelkulturdenkmäler
| Bild                         | Bezeichnung                          | Lage                                                              | Beschreibung | Bauzeit | Objekt-Nr. |
| ---------------------------- | ------------------------------------ | ----------------------------------------------------------------- | --- | ------- | ---------- |
| Ehemaliges Bürgermeisterhaus | Ehemaliges Bürgermeisterhaus         | Alt Griesheim 20 LageFlur: 10, Flurstück: 144/1                   | Barocker Fachwerkbau | 1662    | 154847     |
| weitere Bilder               | Evangelische Segenskirche            | Alte Falterstraße 6 LageFlur: 10, Flurstück: 76/1                 | Neoromanische Hallenkirche mit halbrundem Chorschluss                                                                    | 1863    | 154846     |
| weitere Bilder               | Katholische Maria-Himmelfahrt-Kirche | Linkstraße 64, Fabriciusstraße 35a LageFlur: 15, Flurstück: 252/1 | Basilika in neogotischen Formen. Turm war ursprünglich unter Spitzhelm                                                   | 1895/96 | 154867     |
| weitere Bilder               | Villa Stroof                         | Stroofstraße 4 LageFlur: 12, Flurstück: 21/36                     | Direktorenvilla | 1898    | 156070     |
| weitere Bilder               | Grabmäler auf dem Stadtteilfriedhof  | Waldschulstraße LageFlur: 2, Flurstück: 169/1                     | Grabmäler |         | 202723     |
| weitere Bilder               | Friedhof                             | Waldschulstraße LageFlur: 2, 3, Flurstück: 169/1, 246/9           | Begräbnisstätte mit Kriegerehrenmal, klassizistischer Obelisk, Kolumbarium an der Friedhofsmauer und jüdischem Friedhof. | 1896/97 | 154868     |
| Wasserwerk Griesheim         | Wasserwerk Griesheim                 | Oeserstraße, Heidenschloß LageFlur: 22, Flurstück: 10/2, 2/1      | Wasserwerk Griesheim 1                                                                                                   |         | 159207     |

### Gesamtanlagenobjekt
| Bild               | Bezeichnung                | Lage                                                                                                 | Beschreibung                                                                                             | Bauzeit | Objekt-Nr. |
| ------------------ | -------------------------- | --- | --- | ------- | ---------- |
| Auf der Beun 20    | Mietshaus Auf der Beun 20  | Auf der Beun 20 LageFlur: 15, Flurstück: 1062/257                                                    | Mietshaus nach Entwurf von Adam Grünewald hinter zweifarbiger Klinkerblendfassade. Teil einer Baugruppe. | 1905    | 154848     |
| Auf der Beun 22    | Mietshaus Auf der Beun 22  | Auf der Beun 22 LageFlur: 15, Flurstück: 1061/257                                                    | Wie Auf der Beun 20, jedoch mit traufständiger Fassade in Lisenengliederung                              | 1905    | 154850     |
| Auf der Beun 24    | Mietshaus Auf der Beun 24  | Auf der Beun 24 LageFlur: 15, Flurstück: 1150/257                                                    | Wie Auf der Beun 22                                                                                      | 1905    | 154849     |
| Auf der Beun 25    | Mietshaus Auf der Beun 25  | Auf der Beun 25 LageFlur: 15, Flurstück: 886/260                                                     | Wie Auf der Beun 20, jedoch als Zweifamilienhaus in Eckposition                                          | 1905    | 154851     |
| Auf der Beun 26    | Mietshaus Auf der Beun 26  | Auf der Beun 26 LageFlur: 15, Flurstück: 1149/257                                                    | Wie Auf der Beun 22                                                                                      | 1905    | 154852     |
| Auf der Beun 28    | Mietshaus Auf der Beun 28  | Auf der Beun 28 LageFlur: 15, Flurstück: 1058/257                                                    | Wie Auf der Beun 25                                                                                      | 1905    | 154853     |
| Autogenstraße 35   | Mietshaus Autogenstraße 35 | Autogenstraße 35 Lage                                                                                | ehemals Autogenstraße 9                                                                                  | um 1905 |            |
| Autogenstraße 37   | Mietshaus Autogenstraße 37 | Autogenstraße 37 Lage                                                                                | ehemals Autogenstraße 10                                                                                 | um 1905 |            |
| Autogenstraße 39   | Mietshaus Autogenstraße 39 | Autogenstraße 39 Lage                                                                                | ehemals Autogenstraße 11                                                                                 | um 1905 |            |
| Autogenstraße 41   | Mietshaus Autogenstraße 41 | Autogenstraße 41 Lage                                                                                | ehemals Autogenstraße 12                                                                                 | um 1905 |            |
| Autogenstraße 45   | Mietshaus Autogenstraße 45 | Autogenstraße 45 Lage                                                                                | ehemals Autogenstraße 13                                                                                 | um 1905 |            |
| Autogenstraße 47   | Mietshaus Autogenstraße 47 | Autogenstraße 47 Lage                                                                                | ehemals Autogenstraße 14                                                                                 |         |            |
| Autogenstraße 49   | Mietshaus Autogenstraße 49 | Autogenstraße 49 Lage                                                                                | ehemals Autogenstraße 15 Vorderhaus                                                                      |         |            |
| Autogenstraße 51   | Mietshaus Autogenstraße 51 | Autogenstraße 51 Lage                                                                                | ehemals Autogenstraße 15 Hinterhaus                                                                      |         |            |
| weitere Bilder     | Arbeitersiedlung           | Elektronstraße 26-40 LageFlur: 15, Flurstück: 57/39, 57/40, 57/41, 57/42, 57/43, 57/44, 57/45, 57/46 | Wohnhäuser Elektronstraße 26-40, in Klinker für die Arbeiter der Chemischen Fabrik Griesheim-Elektron    | 1898    | 154861     |
| Fabriciusstraße 44 | Fabriciusstraße 44         | Fabriciusstraße 44 LageFlur: 15, Flurstück: 1029/252                                                 | Wie Auf der Beun 20, jedoch als freistehendes Zweifamilienhaus unter Satteldach                          | 1905    | 154862     |
| Fabriciusstraße 46 | Fabriciusstraße 46         | Fabriciusstraße 46 LageFlur: 15, Flurstück: 251/2                                                    | Wie Fabriciusstraße 44                                                                                   | 1905    | 154863     |
| Fabriciusstraße 48 | Fabriciusstraße 48         | Fabriciusstraße 48 LageFlur: 15, Flurstück: 1025/249                                                 | Wie Fabriciusstraße 44                                                                                   |         | 154864     |
| Fabriciusstraße 50 | Fabriciusstraße 50         | Fabriciusstraße 50 LageFlur: 15, Flurstück: 941/248                                                  | Wie Fabriciusstraße 44                                                                                   |         | 154865     |
| Fabriciusstraße 52 | Fabriciusstraße 52         | Fabriciusstraße 52 LageFlur: 15, Flurstück: 938/247                                                  | Wie Auf der Beun 20 jedoch traufständig zur Straße                                                       |         | 154866     |

Daneben ist eine Vielzahl von Grabmälern auf dem Friedhof als Einzeldenkmäler geschützt.
Siehe hierzu: Friedhof Griesheim#Denkmalgeschützte Gräber.